# スカンディナヴィアのキリスト教化

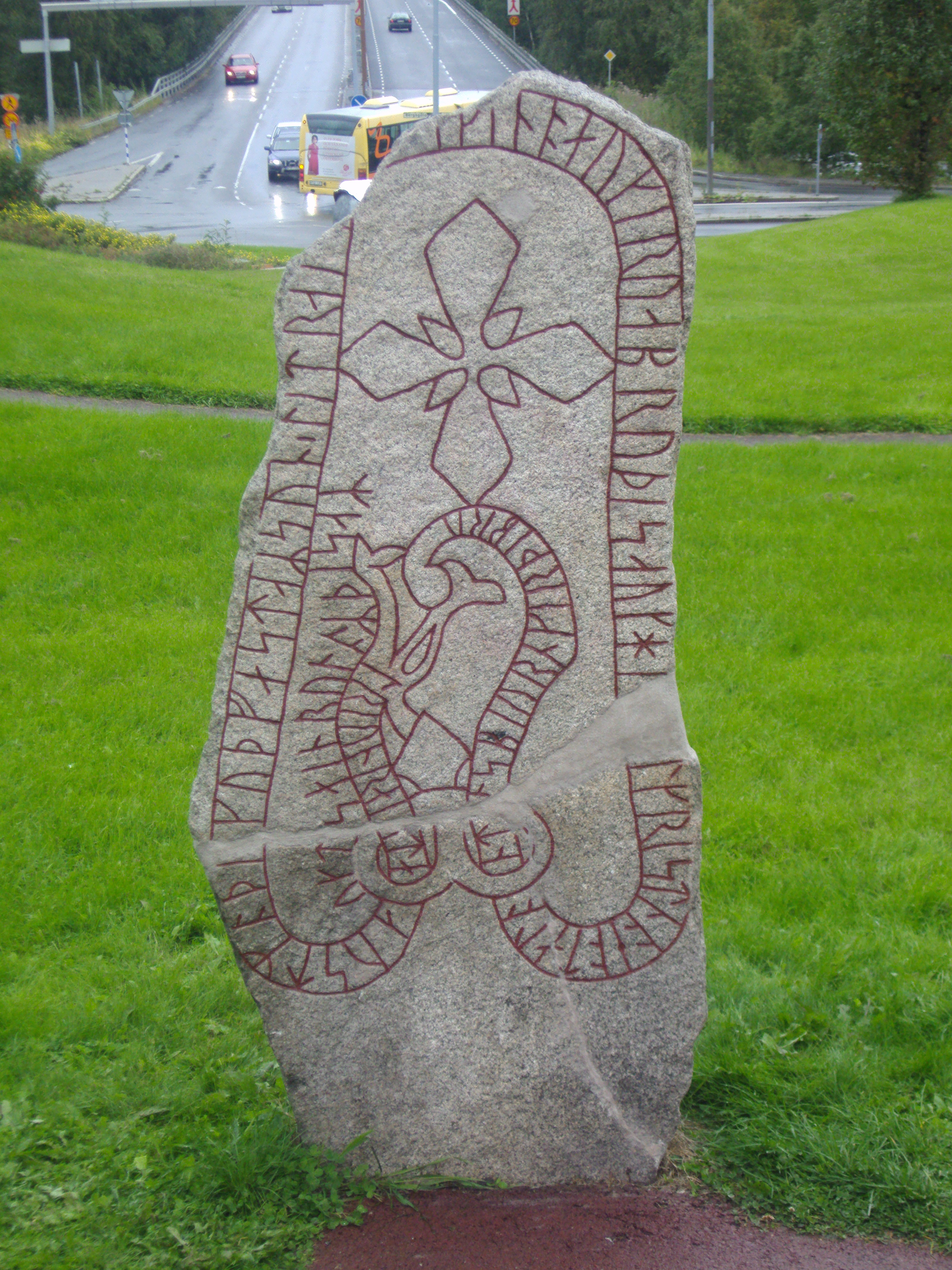
イェムトランド地方のキリスト教化を象徴する、フレーソのルーン石碑 (en) 。十字架が描かれている

本記事、スカンディナヴィアのキリスト教化（スカンディナヴィアのキリストきょうか、英: Christianization of Scandinavia）では、スカンディナヴィアの人々のキリスト教への改宗（英 : Christianization）の経過を説明する。改宗は、8世紀のデンマークへの宣教師の到来で始まり、12世紀までには少なくとも名目上は完了した。しかし、サーミ人は18世紀まで改宗しないままであった。

## 概説
8世紀末頃より、北欧からのヴァイキングがイングランドをたびたび襲撃しており、彼らへの対応に苦慮したイングランドをはじめとする国々は、略奪行為をやめさせるためにもヴァイキングのキリスト教への改宗を試みるようになった。878年、ヴァイキングのグズラム (en) がアルフレッド大王に敗れたことから、イングランドにおけるヴァイキングの居住地を定める協定が結ばれた。これをきっかけにその地のヴァイキングはキリスト教を受け入れていった。北欧でのキリスト教化を進めたのは当初はイングランドやアイルランドの教会であったが、ブレーメン・ハンブルクからの働きかけが長期かつ継続的に行われ、改宗が進んでいった。
12世紀までに、スカンディナヴィアの人々は名目上はキリスト教徒になったにもかかわらず、現実的なキリスト教信仰が人々の中に確定するまでには、より長い相当の時間を要した。太古から安全保障と社会構造を示してきた、その土地固有の歴史の長い慣例は、原罪、受肉、そして三位一体といったなじみの薄い思想によって疑問を呈された。人々の実質的なキリスト教化が非常にゆっくりと進み、少なくとも百五十年から二百年を要したことを、現在のストックホルム近くのローベン島にある墓地遺跡からの考古学的な発掘物が示している。そこはスウェーデンの王国の非常に重要な場所であった。ノルウェーのベルゲンにあった賑わいのある貿易都市から見つかった13世紀のルーン碑銘 (en) からはキリスト教の影響はほとんど見いだせない。それらの一つはワルキューレに対して懇願している。しかし、この時代の北欧の古くからの神話についての十分な情報は、アイスランドでのエッダのような情報源に残されることはなかった。
中世の初期には、教皇制度はまだ重要なカトリック権威だと明示されなかったため、キリスト教はその地方ごとの変化をみせた可能性もあるとされている。早い時期のゲルマン人の芸術には「勝利したキリスト」の表象がしばしばみられることから、キリスト教宣教師がキリストを「強さと幸運を備えた人物」だと紹介したことを各研究者は示唆している。さらに、キリストをサタンに対する勝者だと表現する「ヨハネの黙示録」が、これはおそらくはヴァイキング達の間にキリスト教を伝播させる上で重要な要素となっただろうと指摘している

。

## デンマーク

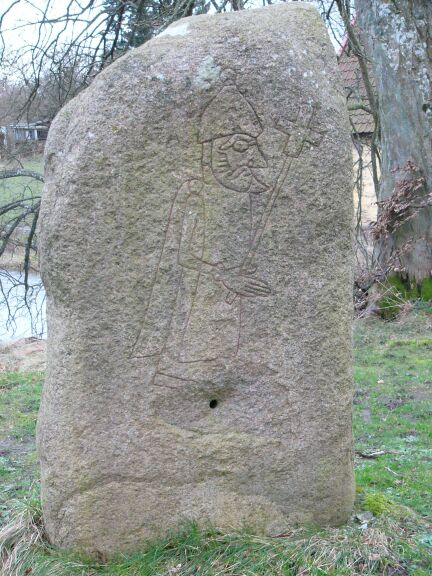
十字架を運んでいる男性を描いている、スコーネ地方にあるヴァイキング時代の絵画石碑。

スカンディナヴィアでの記録されている伝道活動は、今日のデンマークにおいて「フリジア人への使徒 (Apostle to the Frisians)」聖ウィリブロルドによって始められている。彼は700年頃に南ユトランドで唱道したが、わずかな成功しか収められなかった。約1世紀後に、ランス大司教のエボが、823年の彼の逗留時に数名の男性に洗礼を施した。数年後、826年には、追放されたジュート人の王クラック・ハラルドがルートヴィヒ1世（敬虔王）との同盟をなす条件として改宗を求められたことから、インゲルハイム・アム・ラインにおいて、ハラルドと家族と宮廷の人々とが洗礼を受けた。ハラルドがユトランドに戻ったため、ルートヴィヒ1世は、改宗者の中でキリスト教を監督するための修道士としてアンスガルを任命し、ハラルドに追随させた。アンスガルは、彼の仕事をスウェーデンにまで広げた、有能な宣教師であることを立証した。それでも、キリスト教は主に表面的な影響しか与えておらず、そして大多数のジュート人とデーン人は異教的 (en) なままであった。831年にハンブルク司教区が置かれたが、翌832年にハンブルク大司教職 (en) に格上げされて、北方でのキリスト教に関する責任を割り当てられた。アンスガルはハンブルク大司教に任ぜられた。その後、司教が不在となったブレーメンでの活動を命ぜられたアンスガルは改めてデンマークでの布教を決意した。彼はデンマークのホーリヒ王の改宗に成功し、王からシュレスヴィッヒ（後のヘーゼビュー）に教会を建てる許可を得た。当時のシュレスヴィッヒは世界中から商人がやって来る貿易の中継地であり、そこにはハンブルクなどでキリスト教徒となった人々が多くいたことから、交易を盛んにするためにもデンマークにはキリスト教に配慮する必要があったのである。シュレスヴィッヒとリーベンに、デンマークの最初の教会が建てられた。アンスガルの死後はリンベルトが大司教となった。以後の世紀にわたって、キリスト教はデンマークにゆっくりと食い込んでいった。
半伝説的な王であるゴーム老王は、「確実に異教徒であった」と語られている。しかし、彼の息子のハラルド青歯王（911年頃 - 986年頃）はキリスト教徒となった。その理由はハラルドがザクセン公国のオットー家に敗れたためである。この頃に、デンマークの最初の司教区がシュレスヴィッヒ、リーベン、オーフスの3カ所に置かれた。イェリング墳墓群の石碑で、ハラルド青歯王は「デーン人をキリスト教徒とした」ことを誇りとしている。しかし彼の息子、スヴェン双叉髭王が異教徒であって、ハラルド青歯王と対立して985年にこれを倒した。スヴェン双叉髭王は、即位に際してキリスト教徒となったとも、ブレーメンのアダムが伝えるように西暦1000年のスヴォルドの海戦の後にキリスト教徒になったとも言われている。スヴェンはまた、ノルウェーでのキリスト教化を推し進めていったという。11世紀初期、スヴェン双叉髭王の後を継いだクヌート大王もキリスト教徒であった。クヌートはイングランドからデンマークに戻ってきた際に、アングロ・サクソン人の司教や司祭を多数伴っていた。彼らはデンマークだけでなくノルウェーやアイスランド、スウェーデンなどに出向いて布教にあたった。シェラン島のロスキレに最初の司教座が置かれた。クヌート王が1035年に死んだ後、北海帝国が分裂に至った際は、ハンブルク・ブレーメン司教座のアーダルベルトがデンマーク国教会の独立を死守した。アーダルベルトはスヴェン2世エストリズセンと共に、当時9つになっていた司教座を組織し直した。1103年から1104年の頃には、ハンブルク＝ブレーメン大司教管区から独立したデンマークの大司教区が置かれた。当時はデンマーク領だったルンドのこの大司教区が北欧全体の教会を管理した。

## ノルウェー

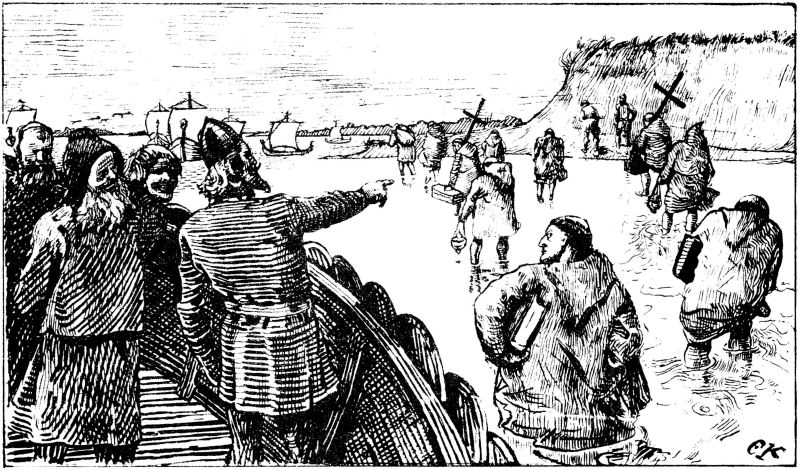
ハーコン・ヤールはデンマーク王から宣教師を差し向けられた。しかし、ハーコンは出発前に宣教師を送り返した。

ノルウェーにおけるキリスト教の伝道の、最初に記録された試みは、イングランドで育てられたハーコン善王（統治934年 - 961年）によるものであった。しかしハーコンの努力は不評を買い、ほとんど成功しなかった。ハーコンの異母兄である〈血斧のエイリーク〉はノルウェーを離れてブリテン諸島へ行き、アングロ・サクソンの教会で家族とともに受洗してキリスト教徒となった。エイリークの息子ハラルド灰衣王（統治961年 - 976年）もキリスト教徒であったが、ノルウェーの王となった後、異教徒の神殿を破壊することはあったがキリスト教の普及の努力をすることはなかった。
ハラルド灰衣王の後に続いたのが、忠実な異教徒のハーコン・シグルザルソン・ヤール（統治971年 - 995年）である。彼は神殿を再建することで異教を復活に導いた。デンマークのハラルド青歯王が975年頃にハーコンに対してキリスト教の信仰を押しつけようとした時、ハーコンはデンマークに対する自身の忠誠を破った。デンマークからの侵入軍は、986年にヒョルンガヴァーグの戦いで敗北した。ハーコンはキリスト教を捨て、彼に従う者達も異教徒に戻り、在住するキリスト教徒もノルウェーを離れていったことからノルウェーの異教信仰は回復した。
995年、オーラヴ・トリュッグヴァソンはノルウェーの王オーラヴ1世となった。それに先立ちイングランドで洗礼を受けてキリスト教徒となっていたオーラヴ1世は、あらゆる手段を用いて国をキリスト教化することを、彼の優先事項にした。オーラヴ1世は王を頂点とする統一された権力の確立を目指したが、キリスト教を王権の土台としたのである。異教の神殿を破壊し、異教徒の抵抗者を拷問したり殺害したりして、オーラヴ1世は、少なくとも名目上はノルウェーのあらゆる地域をキリスト教化することに成功した。オーラヴ1世の影響力は、西方の北欧人の入植地に拡大していった。王のサガは、フェロー諸島、オークニー諸島、シェトランド諸島、アイスランドそしてグリーンランドはキリスト教化したのはオーラヴ1世の功績であるとしている。

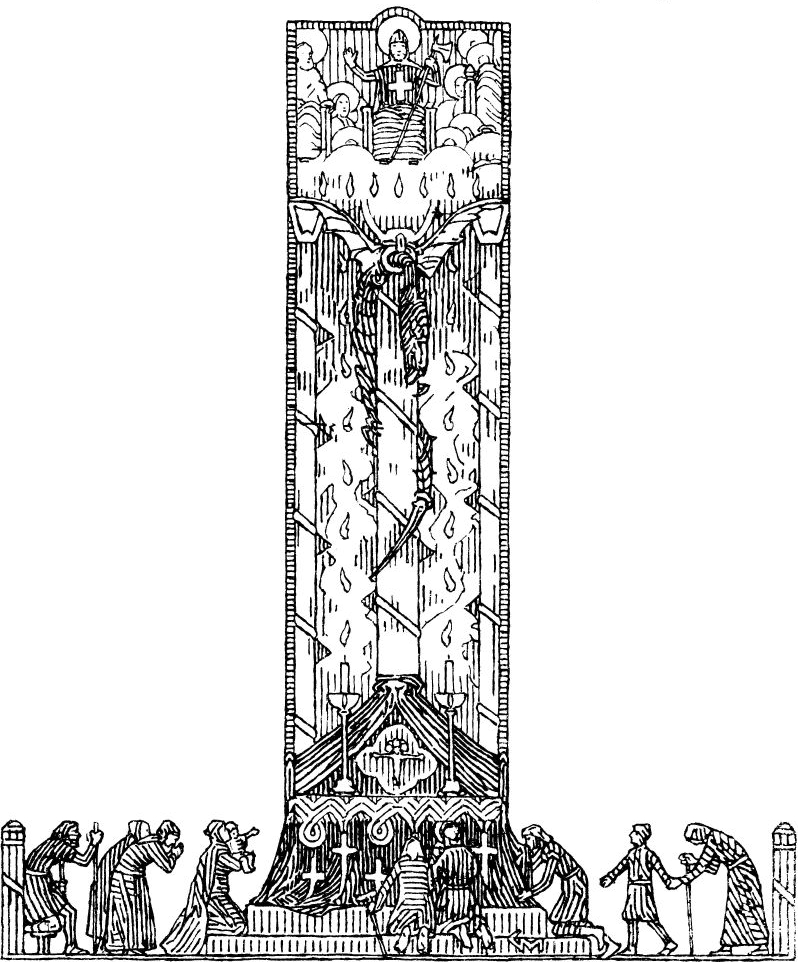
オーラヴ2世はその遺体が1年後も死の直後の状態を保っていた奇跡によって国の守護聖人とされ、12世紀には彼の遺業をまとめた書物『パッショ・オラヴィ』（「オラヴの情熱」の意）がエイステイン・エルレンズソンによりまとめられた。（画像は、ノルウェーの画家イェールハルド・ムンテによる『ヘイムスクリングラ』の挿絵。1899年）

1000年のスヴォルドの海戦でのオーラヴの敗北の後、ノルウェーでの異教信仰は、ラーデのヤールの統治の元で部分的に回復した。すなわち、『ヘイムスクリングラ』によれば、ハーコン・シグルザルソンの遺児エイリーク・ハーコナルソンとスヴェン・ハーコナルソンはヤールの称号を得た後、間もなくキリスト教徒となったが、キリスト教を広めることも異教を排除することもなく、信仰は人々の自由に任せたのである。エイリークらに続いたオーラヴ2世の、1015年から1028年にかけての治世において、キリスト教は揺るぎないものとなった。オーラヴ2世は異教の神殿を破壊し、教会を建てた。そして教会の聖職者の組織においては王の地位を最上位に定めた。このことが、異教信仰の祭司であるがゆえに民会や争いの場で強い影響力を行使していた豪族の反発を招いた。豪族達は自分達の権力を奪われることを恐れてオーラヴ2世を攻撃し、スティクレスタズ（スティクレスター）の戦いにおいてこれを倒した。しかしオーラヴ2世は死後もその遺体が損なわれなかった奇蹟等によって聖人とされた。そしてノルウェーのニーダロス（現在のトロンハイム）は、スカンディナヴィア全体だけでなくイングランドやヨーロッパ大陸からも巡礼者がやって来る、ローマやエルサレムなどに並ぶ聖地となった。多くの人々が聖オーラヴの業績を語り伝えていったが、それらは12世紀にニーダロス大司教のエイステイン・エルレンズソンによって『パッショ・オラヴィ』という本にまとめられた。これを翻訳した本がフランスやオーストリアといった遠方でも見つかっており、聖オーラヴ信仰の広がり方を示す一例となっている。教会と王権は共に力を増していった。教会はキリスト教を浸透させるために王権の支援を受け、王権は神から与えられたものだとする教義を広め、一方で王は教会から利益を得ていた。教会は一般の人々にも受け入れられていき、やがて人々は教会を中心とする一つの集団にまとまっていった。

## フェロー諸島
フェロー諸島やオークニー諸島は、オーラヴ1世による改宗の働きかけがある前に、キリスト教徒であるケルト人やピクト人も暮らしていた。
フェロー諸島では、その首長であったシグムンド・ブレスティソンが元々異教に対し好意的でなかったことから、オーラヴ1世の勧めに応じて洗礼を受けた。彼に従う者達をはじめ多くの島民がキリスト教徒となり、12世紀前半には司教区も設けられた。

## アイスランド

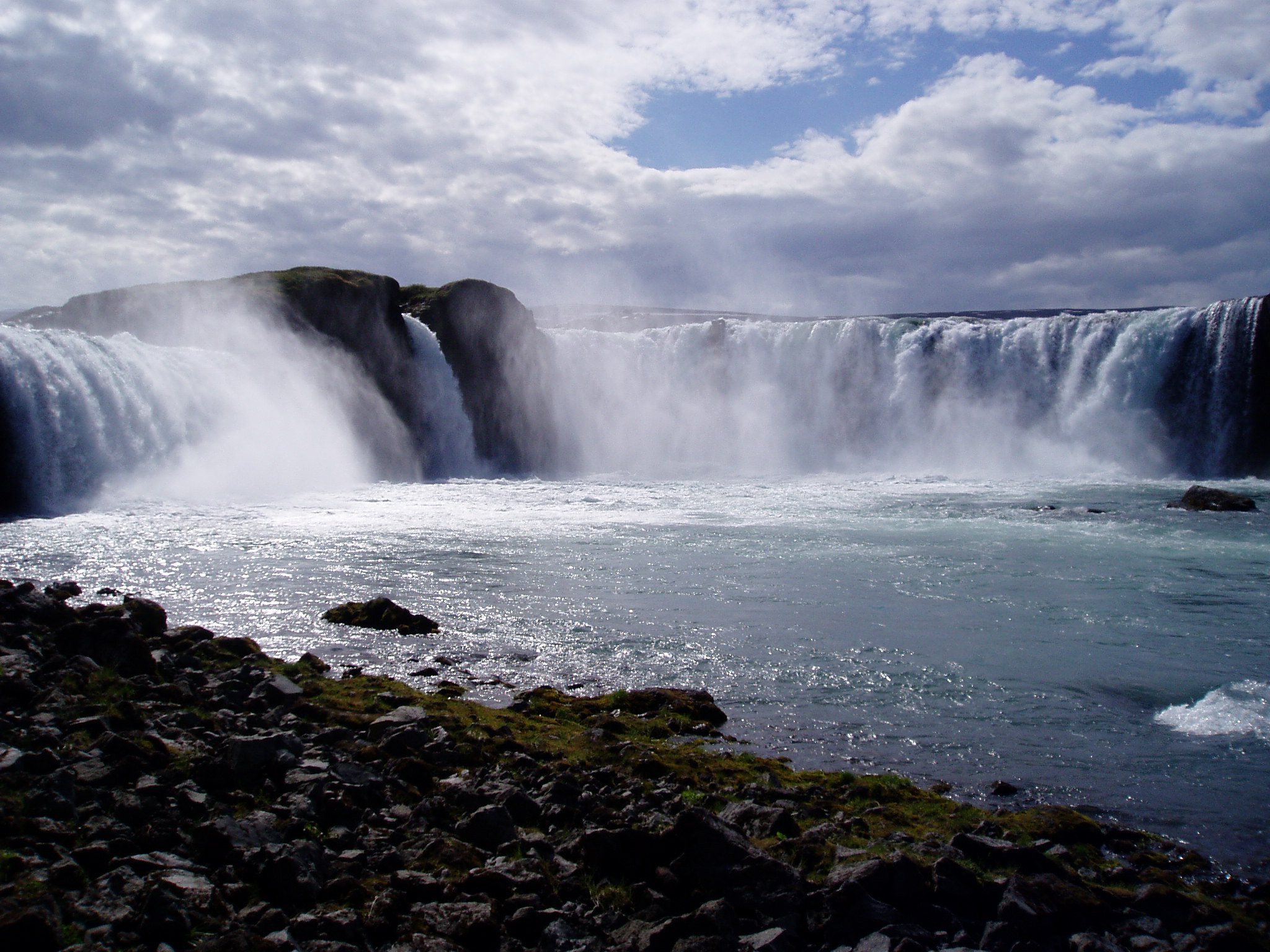
アイスランドにあるゴーザフォスの滝。その名前は、キリスト教を採択した後にそこに投げ込まれた異教の神像にちなんでつけられた。

アイスランドでは、ノルウェー人の植民の前にすでにパパ (Papar) として知られるアイルランド人修道士 (Irish monks) 達が居住していたことが、9世紀のノルウェー人によって伝えられている。
10世紀のアイスランドにおいては、オーラヴ1世がアイスランド人の人質を捕らえた結果、キリスト教徒と異教徒の派閥の間に同時進行する緊張状態が生じた。西暦1000年のアルシングでの決定によって、異教徒の派閥の首領であったリョーサンヴァトンのソルゲイル・ソルケルスソンが彼らの間の仲裁を進めることになり、これによって暴力的な対決は避けられた。一昼夜の瞑想の後、ソルゲイルは、国全体としてはキリスト教に転向するべきであること、ただし私的な異教崇拝は今後も許容され続けることを選んだ。

## グリーンランド
『赤毛のエイリークのサガ』によれば、グリーンランドでのキリスト教化を図ったオーラヴ1世は、1000年に、赤毛のエイリークの息子のレイヴと伝道者達をグリーンランドへ向かわせた。レイヴの母はすぐに改宗を受け入れたが、父は古来の信仰を守り通した。12世紀に入ると司教もグリーンランドに入った。ガルザル（現在のイガリク）に置かれた司教区には、ノルウェーの〈イェルサレム行きのシグルズ王〉が派遣したドイツ人司教が着任した。なお、レイヴの母が造った教会の遺跡が第二次世界大戦の後で発見されている。

## スウェーデン

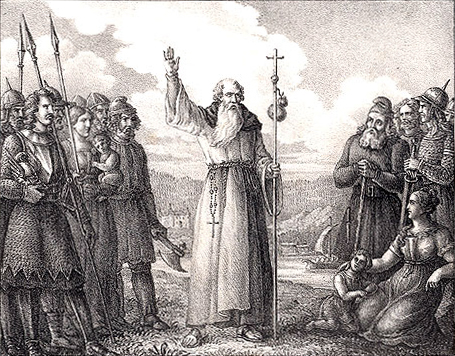
アンスガルは830年代の頃に初期の改宗の試みを行ったが、失敗した。

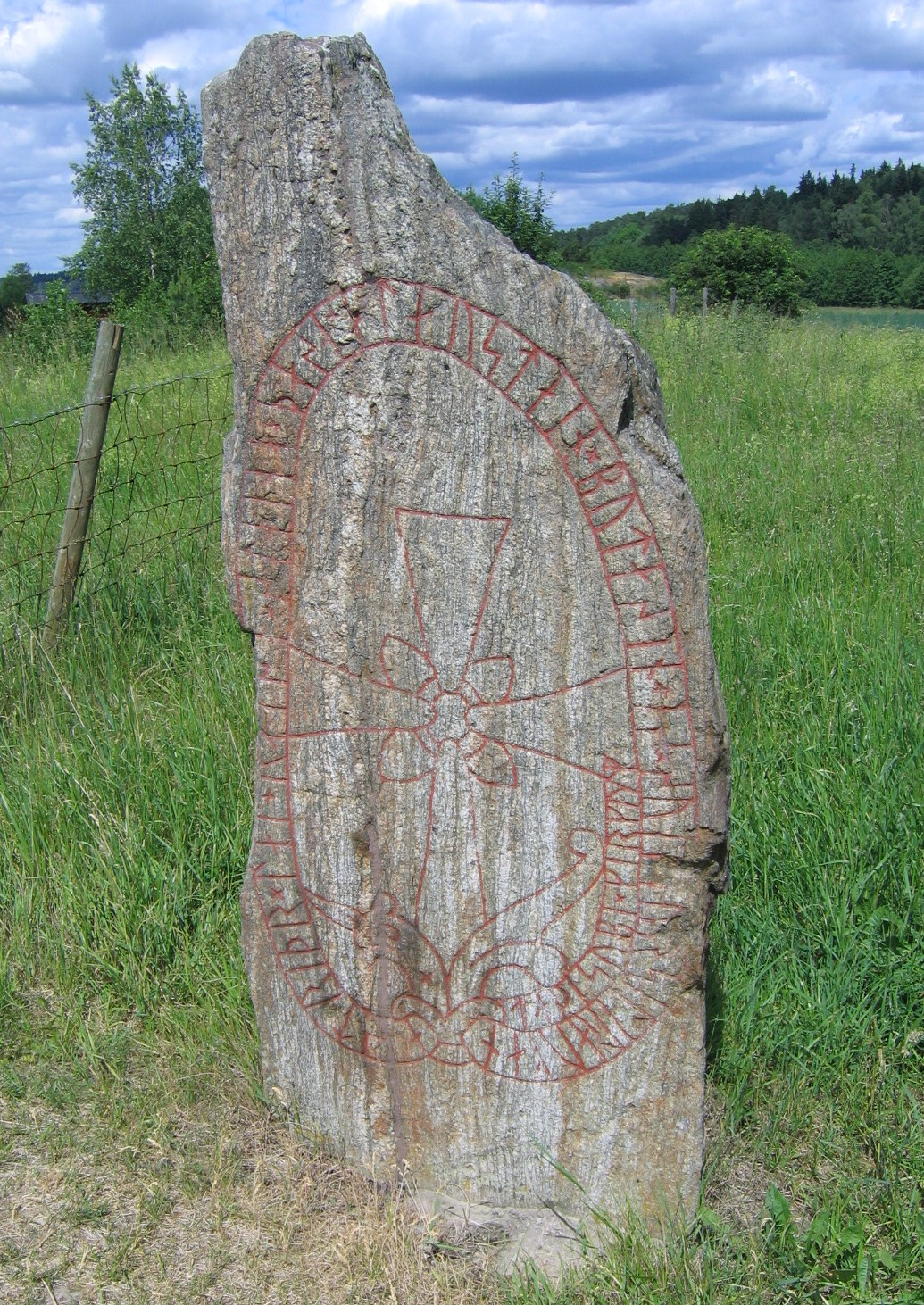
スウェーデンのウップランド地方にあるルーン石碑U 136は、エルサレムへの巡礼を行った初期の改宗者を記念して設置された。

スウェーデンをキリスト教化する最初の試みとして知られるのは、830年のアンスガルによってなされたものである。アンスガルはスウェーデンの王ビョルン (Björn at Haugi) によって招かれた。アンスガルはビルカに教会を建てたが、彼はスウェーデン人の関心をほとんど惹くことがなかった。1世紀ほど後に、ハンブルクの大司教であるウンニが再び改宗を試みたがこれも不首尾に終わった。10世紀には、イングランドの宣教師がヴェステルイェートランド地方で食い込みを図った。
ブレーメンのアダムによって記録された史実的な伝承は、スウェーデンの中核にあるウプサラの異教の神殿について言及している。この神殿が実在することが考古学的な調査結果に基づいて確認されたのは2001年のことであった。しかしながら、現在ある教会の下から発掘調査によって見つかるいくつかの大きな木造の遺構が、異教時代の神殿であったのか、または同じ場所に建てられていた古い時期の教会であったのかについては論争がある。
990年代に王位を継いだウーロヴ・シェートコヌングは、スウェーデン王としては最初のキリスト教徒となった。異教の神殿の信奉者は、信仰の自由について相互に許容するように、オーロフに対して提案した。キリスト教と異教は、11世紀の終わり頃まで、対等の立場で公認されて共存した。
この時代以降のスウェーデン史の情報源は乏しい。キリスト教徒と異教徒との間で起きた最も暴力的な事件の一つであろうと言われているのが、1080年代の、ブロット＝スヴェンとインゲとの間の争いである。この事についての記述が、『オークニー諸島人のサガ』と『ヘルヴォルのサガ』の最終章の中に残っている。これらのサガは、その編纂の以前の幾世紀において伝説的な物語から歴史的なスウェーデンでの出来事までを連続的に語っている。現王インゲはウプサラでの伝統的な異教の供犠を終えることを決めたが、これが人民の反対運動の原因となった。インゲは国外追放に追い込まれ、そして、人民が供牲を続けるのを許すという条件でインゲの義理の兄弟であるブロット＝スヴェンが王に選ばれた。
追放から3年後、インゲは1087年に密かにスウェーデンに戻った。そして古ウプサラにつくと、インゲは自分の傭兵達と共にブロット＝スヴェンの館を囲み、館を火で包んだ上に、その燃える建物から逃げ出してきたブロット＝スヴェンを殺した。『ヘルヴォルのサガ』は、インゲがスウェーデン人のキリスト教化を成し遂げたと伝えている。
インゲの権力の座への復帰は、ウプサラの神殿の破壊された時期だと通常は考えられている。そして1164年に、スウェーデン大司教区がその場所に置かれた。
11世紀を通じて、スウェーデンにおける中核となる場所が異教とキリスト教の間で共存していた理由は、新しい宗教への転換に対する全国的な支持があったためである。しかしながら、古来からの異教の儀式は法的な手順においては重要かつ中心的であった。そしてしばらくの間は、誰かが古来からの慣例を疑問視するやいなや、多くの新たにキリスト教徒となったスウェーデン人達は異教を支持して強く反論したかも知れない。それゆえに、いくつかのサガやブレーメンのアダムによって伝えられる異教とキリスト教の間での優柔不断は、近代のイデオロギー的な転換にもみられる優柔不断とは大きく異なることはなかった。
そして、マグヌス裸足王によるヴェステルイェートランド地方への侵入が、インゲと彼の国民との繋がりの試金石となった。インゲはスウェーデン人のレイダング。そしてインゲはノルウェーの占領軍を追い出した。
スウェーデンは12世紀までにほぼ全域がキリスト教化された。1123年には、ノルウェー王である〈イェルサレム行きのシグルズ王〉が、まだ異教信仰が残っていたスモーランド地方（12世紀前半にはスウェーデン王国の南東の地域）に対する十字軍だと謳って攻め込み、公式に地元住民を改宗させることが必要だった。

## ゴットランド
ゴットランド地方法（1220年代からのゴットランドの法律の本）は、公式には1595年まで使用されており、しかし慣例として1645年まで使用されていたが、そこでは供犠は罰金によって処罰されるべきだと述べられていた。

## イェムトランド地方

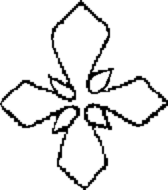
フレーソのルーン石碑に描かれた十字架

スウェーデンのイェムトランド地方の中核であるフレースエー島に立っている、世界で最も北にあるルーン石碑であるフレーソのルーン石碑 (en) においては、エストマルズ (Austmaðr) と呼ばれる人物がその地域をキリスト教化した旨が記されている。ルーン石碑が建立された1030年から1050年にかけての頃にいたエストマルズがどういった人物なのか不明だが、彼は、地方の民会であるJamtamótの民会の法官 (lawspeaker) であっただろうと信じられている。

## フィンランド

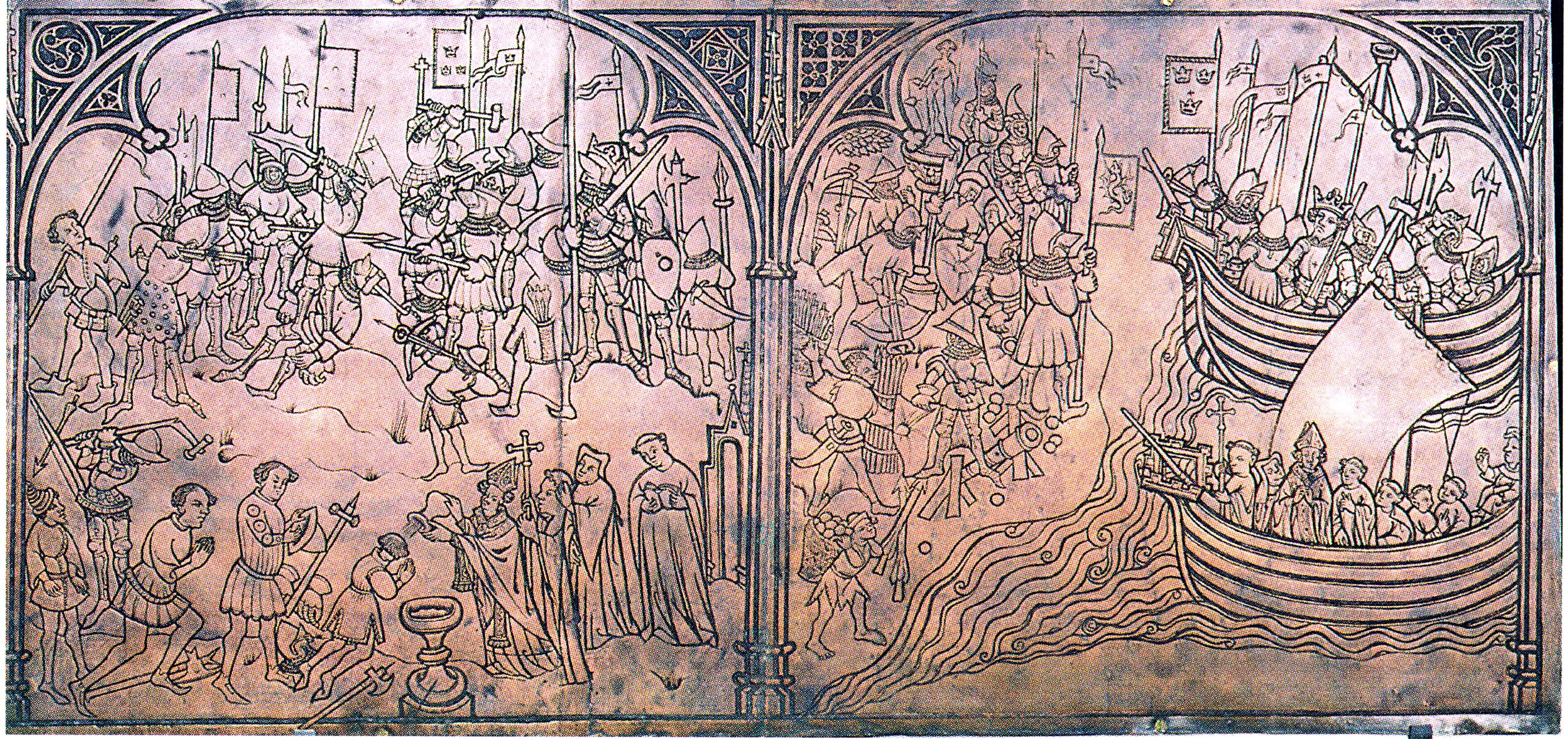
フィンランド、ノウシス (en) 教会にある銀製の浮き彫りに描かれた改宗の様子。パネルの左側、右下では聖ヘンリックによる洗礼が行われ、左下では人々が武器で脅されながら洗礼の場に向かっている。

考古学的な発見から判断するところでは、キリスト教は11世紀中にフィンランドでの地盤を獲得している。フィンランドでのキリスト教化はスウェーデンからの支配の進行と同時に進んでいった。1155年または1157年にスウェーデン王エーリックが十字軍 (en) を謳ってフィンランドの南西部に侵攻した。間もなくウプサラ司教の聖ヘンリックがフィンランドの人々の洗礼にあたったが、彼は人々に反発されて暗殺された。しかしキリスト教は、13世紀のビルイェル・ヤールによるフィンランド「十字軍」(en) で強固なものとなった。

## 最後の異教徒
18世紀（西暦1721年）に、新しいデンマークの植民地が、住民をキリスト教に転向させる目的と共にグリーンランドで始まった。同じ時代の頃（17世紀 - 18世紀）に、サーミ人（ラップランド人）らもキリスト教（ルター派）化された。サーミ人は近隣地域の人々が改宗した後もずっと古来の信仰を守り続け、共通の文化を持つ緩やかなまとまりの集団を構成し、フィンランドを取り込んでいたスウェーデンや、デンマーク＝ノルウェー、さらにロシアからも、長くその支配を免れていた。しかしキリスト教の受容は、サーミ人の民族的なまとまりを強化することなく、むしろ周辺の国々に分かれて所属していくきっかけとなった。

### 注釈

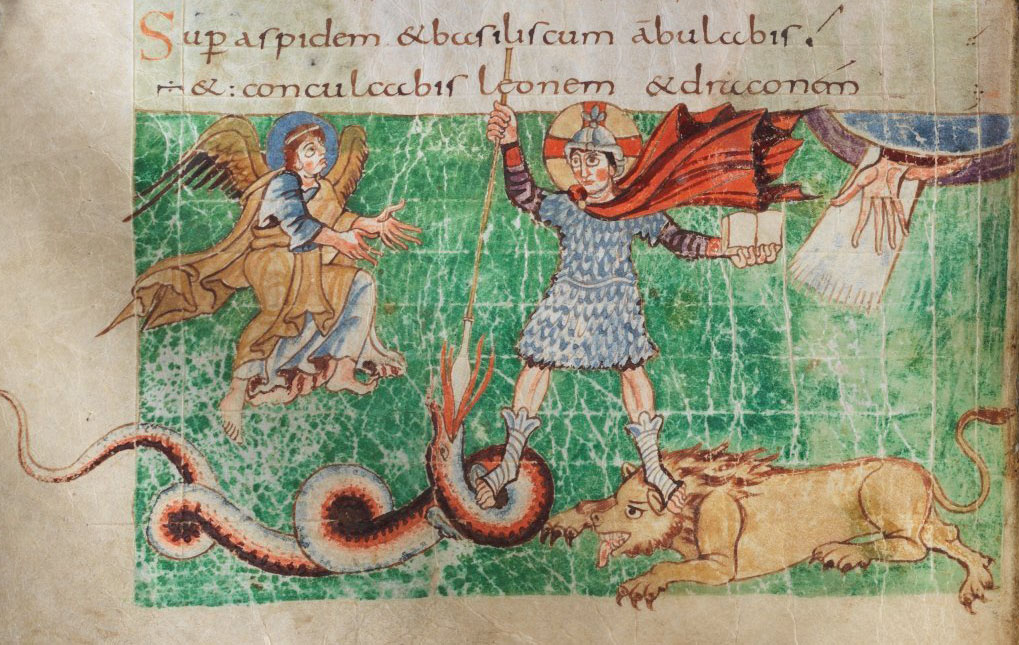
9世紀の、英雄的な戦士として描かれたキリスト（シュトゥットガルト詩篇、fol. 23、詩篇91篇:13）